# 유대연
유대연(1969년 10월 20일 ~ )은 대한민국의 첼리스트이다.

## 학력
- 선화예술중학교 졸업
- 선화예술고등학교 졸업
- 연세대학교 음악대학 기악과 졸업
- 영국왕립음악대학 연주자과정 졸업
- 오스트리아 클라겐푸르트 음악원 수료
- 미국 필라델피아 템플대학교 석사

## 현재
- Unison String Quartet 멤버[5]
- 대구시립교향악단 수석 (지휘:줄리안 코바체프)

## 수상 경력
- 육영 콩쿨 입상, 월간음악 콩쿨 우승
- 한국음악협회 해외파견콩쿠르 우승
- 영국 왕립 첼로어워드 (Anna Shuttleworth Cello Award) 우승

## 오케스트라,실내악 경력
영국,미국,오스트리아,스페인 등지에서 많은 실내악 공연을 하였으며 솔리스트로써도 국내,외에서 다수의 공연을 하였다.
- 아시안유스오케스트라 수석  역임 (지휘:예후디 메뉴힌 경)
- 퍼시픽음악축제오케스트라  부수석 역임
- Bergman String Trio 첼로주자 (영국)
- 강남심포니오케스트라 수석 역임
- Cultura String Quartet 첼로주자 (미국)
- 슈만 앙상블 첼로주자

## 방송 경력
- KBS 《클래식 오딧세이》 방송출연및 연주[6][7]

## 독주회, 협연 등 연주경력
- 진주시립교향악단과 협연
- 루마니아방송교향악단와 협연
- 영국왕립 음악원 신포니아와 협연
- 코리안심포니오케스트라와 협연
- 2007 리빙클래식 Love, You 콘서트 출연 (호암아트홀)
- 박종훈의 러브레터 콘서트 출연 (예술의전당 콘서트홀)
- 유대연 귀국독주회 (2002.9.16) (세종문화회관 소극장)[8]
- 유대연 독주회 (부산문화회관 중극장)(2004.9.17)[9]
- 부산시립청소년오케스트라와 브람스 이중협주곡 협연[10]
- 독주회(연세대학교 백주년 기념관), 젊은이의 음악제, 국제음악제, 영국주재 프랑스문화원, 스페인 바야돌리드시 주최 현대음악제 등의 초청연주

## 출강 경력
- 부산예술중학교, 부산예술고등학교 강사
- 동의대학교 강사
- 인제대학교 음악대학 겸임교수
- 선화예술중학교, 선화예술고등학교 강사
- 창원국립대학교 강사
- 경남대학교 강사